# П-111М
Серия дома П-111М — одна из типовых крупнопанельных серий жилых домов. Возводятся с 1996 года по настоящее время. Встречается в большом количестве в районах Ходынское поле, Кунцево, Гольяново, Текстильщики, Люблино, Печатники, Бирюлёво и других районах Москвы. Также П-111М распространена в Московской области.

## Описание
Дома серии П-111М относятся к крупнопанельным зданиям. Является одной из модификаций очень удачной и очень распространённой на территории СССР 111-й серии панельных домов, разработанной проектным институтом ЦНИИЭП Жилища. Отличительные особенности от предшествующей серии П-101: многообразие планировок квартир, различные варианты оформления фасадов (появились скруглённые балконы), увеличенные площади квартир. также при оформлении фасадов применяются такие архитектурные элементы, как фронтоны и декоративные пояса, что в целом нетипично для панельного домостроения.
В домах серии П-111М представлены в основном 1-3-комнатные квартиры.
В 2001 году на основании серии П-111М была разработана новая типовая серия панельно-кирпичных домов С–222, а ещё позже в 2006 году был разработан проект типовой серии панельно-кирпичных домов С-220.
Конструктивной особенностью домов серии П-111М является соответствие мировым стандартам по огнестойкости и безопасности. При отделке фасадов используются декоративные фронтоны и пояса из железобетона или лёгких материалов, что позволяет повысить разнообразие фасадов. Одним из самых главных достоинств серии является возможность применения различных материалов для возведения наружных стен: это могут быть навесные трёхслойные керамзитобетонные панели с эффективным утеплителем, керамзитобетонные и газосиликатные блоки или просто стандартный керамический кирпич. Таким образом, серия позволяет возводить здание как в чисто панельном исполнении, так и в панельно-кирпичном. Последний вариант позволяет избежать на фасаде межпанельных стыков, разгерметизация которых после значительного срока эксплуатации является слабым местом всех панельных домов. Однако требует более высоких трудозатрат, и, как следствие, приводит к удорожанию строительства.
Данная серия располагает довольно значительным разнообразием планировок квартир на этаже. Встречаются даже решения с двухуровневыми квартирами, что совсем не типично для панельных домов.

## Основные характеристики
| Количество секций (подъездов) | 1 и более                                |
| Этажность                     | 9—19                                     |
| Высота потолков               | 2,60-2,80                                |
| Лифты                         | грузопассажирский и пассажирский         |
| Балконы                       | Во всех квартирах                        |
| Количество квартир на этаже   | 3—6                                      |
| Перспектива сноса             | Сносу не подлежат, капремонта не требуют |

## Площади квартир
| Комнатность          | Общая, м² | Жилая, м² | Кухня, м² |
| 1-комнатная квартира | 41—53     | 18—21     | 8—12      |
| 2-комнатная квартира | 56—72     | 31—40     | 8—15      |
| 3-комнатная квартира | 71—96     | 43—55     | 11—13     |
| 4-комнатная квартира | 91—106    | 54—60     | 11—16     |

## Строительные конструкции
| Лестницы                 | Незадымляемые, с выходом на общий балкон |
| Мусоропровод             | В отдельном мини-тамбуре, с загрузочным клапаном на каждом этаже |
| Вентиляция               | Вытяжная на кухне и в санузле |
| Наружные стены           | Трехслойные с утеплителем: внешний слой толщиной 8 см, 14 см из морозостойкого керамзитобетона или кирпича, средний слой толщиной 10 см, 12 см, 15 см (теплоизоляционные плиты из минеральной ваты и/или пенополистирола), внутренний слой толщиной для самонесущих панелей 7 см, для несущих панелей 12—17 см. Общая толщина внешних панелей — 30—40 см. |
| Межкомнатные перегородки | Гипсобетонные панели толщиной 8 см. |
| Внутренние стены         | Сборные железобетонные панели толщиной 14 и 16 см. |
| Междуэтажные перекрытия  | Крупноразмерные железобетонные плиты толщиной 14 см и 16 см |
| Несущие стены            | Внутренние и наружные несущие стены. |
| Тип кровли               | плоская рулонная |

## Примечание
1. 1 2  Шерешевский И.А. Конструкции гражданских зданий. — М.: Архитектура-С, 2005.